# São José em Aurelio (título cardinalício)
São José em Aurelio (em latim, Sancti Iosephi in regione Aurelia) é um título cardinalício instituído em 28 de junho de 1991, pelo Papa João Paulo II. Sua sede é a Igreja de San Giuseppe all'Aurelio, no quartiere Aurelio.

## Titulares protetores
- Georg Maximilian Sterzinsky (1991- 2011)
- Gérald Cyprien Lacroix (2014-presente)